# Gran Premio del Messico 1964
Il Gran Premio del Messico 1964 fu la decima ed ultima gara della stagione 1964 del Campionato mondiale di Formula 1, disputata il 25 ottobre sul circuito Autodromo Hermanos Rodríguez.
La corsa vide la vittoria di Dan Gurney su Brabham-Climax, seguito da John Surtees e Lorenzo Bandini, entrambi su Ferrari.
Con il secondo posto in gara il pilota britannico si aggiudicò il Titolo Mondiale battendo i connazionali Hill e Clark. Lo stesso discorso per la Ferrari, Campione del Mondo Costruttori al fotofinish su BRM e Lotus-Climax.

## Analisi per il campionato piloti
All'ultimo appuntamento del Mondiale si presentano 3 piloti ancora in corsa per il titolo
Graham Hill (39 punti validi su 41 effettivi) vince il titolo se:
- Vince il Gran Premio
- Arriva 3° e Surtees non vince
- Clark non vince e Surtees non fa meglio del 3º posto

John Surtees (34 punti) vince il titolo se:
- Vince il Gran Premio
- Arriva secondo e Hill non fa meglio del 4º posto

Jim Clark (30 punti) vince il titolo se:
- Vince il Gran Premio, Surtees non fa meglio di 3° e Hill non fa meglio del 4º posto

## Analisi per il campionato costruttori
Ferrari, BRM e Lotus-Climax si contendono il titolo Mondiale costruttori
La Ferrari (43 punti validi) vince il titolo se:
- Vince il Gran Premio
- Arriva al secondo posto e la BRM non fa meglio del 3°
- La Lotus non vince e la BRM non fa meglio del 3º posto

La BRM (42 punti validi) vince il titolo se:
- Vince il Gran Premio

La Lotus-Climax (37 punti validi) vince il titolo se:
- Vince il Gran Premio e la Ferrari non fa meglio del 3º posto

## Qualifiche
| Pos | N° | Pilota          | Costruttore         | Scuderia                    | Tempo   | Distacco |
| --- | -- | --------------- | ------------------- | --------------------------- | ------- | -------- |
| 1   | 1  | Jim Clark       | Lotus 33-Climax     | Team Lotus                  | 1'57"24 | -        |
| 2   | 6  | Dan Gurney      | Brabham BT7-Climax  | Brabham Racing Organisation | 1'58"10 | +0.86    |
| 3   | 8  | Lorenzo Bandini | Ferrari 512         | North American Racing Team  | 1'58"60 | +1.36    |
| 4   | 7  | John Surtees    | Ferrari 158         | North American Racing Team  | 1'58"70 | +1.46    |
| 5   | 2  | Mike Spence     | Lotus 25-Climax     | Team Lotus                  | 1'59"21 | +1.97    |
| 6   | 3  | Graham Hill     | BRM P261            | Owen Racing Organisation    | 1'59"80 | +2.56    |
| 7   | 5  | Jack Brabham    | Brabham BT11-Climax | Brabham Racing Organisation | 1'59"99 | +2.75    |
| 8   | 16 | Jo Bonnier      | Brabham BT7-Climax  | RRC Walker Racing Team      | 2'00"17 | +2.93    |
| 9   | 18 | Pedro Rodríguez | Ferrari 156         | North American Racing Team  | 2'00"90 | +3.66    |
| 10  | 9  | Bruce McLaren   | Cooper T73-Climax   | Cooper Car Company          | 2'01"12 | +3.88    |
| 11  | 4  | Richie Ginther  | BRM P261            | Owen Racing Organisation    | 2'01"15 | +3.91    |
| 12  | 15 | Chris Amon      | Lotus 25-BRM        | Reg Parnell Racing          | 2'01"17 | +3.93    |
| 13  | 22 | Jo Siffert      | Brabham BT11-BRM    | RRC Walker Racing Team      | 2'01"37 | +4.13    |
| 14  | 17 | Moisés Solana   | Lotus 33-Climax     | Team Lotus                  | 2'01"43 | +4.19    |
| 15  | 10 | Phil Hill       | Cooper T73-Climax   | Cooper Car Company          | 2'02"00 | +4.76    |
| 16  | 11 | Innes Ireland   | BRP 2-BRM           | British Racing Partnership  | 2'02"35 | +5.11    |
| 17  | 14 | Mike Hailwood   | Lotus 25-BRM        | Reg Parnell Racing          | 2'04"11 | +6.87    |
| 18  | 12 | Trevor Taylor   | BRP 2-BRM           | British Racing Partnership  | 2'04"90 | +7.66    |
| 19  | 23 | Hap Sharp       | Brabham BT11-BRM    | RRC Walker Racing Team      | 2'06"90 | +9.66    |

## Gara
Alla partenza scatta bene Jim Clark, che prende subito il comando della corsa, mentre Surtees ha un problema che lo fa retrocedere al 13º posto; al 18º giro, comunque, l'inglese della Ferrari ha già rimontato fino al quinto posto, dietro a Clark, Gurney, Hill e Bandini. In questa situazione il titolo Mondiale è saldamente nelle mani del pilota scozzese della Lotus.
Al 31º giro, Bandini, insidiando Hill per il terzo posto, tampona il pilota della BRM e lo manda in testacoda, costringendolo ad una sosta ai box che lo fa retrocedere in fondo al gruppo, e avvicinando così di fatto ulteriormente Clark alla vittoria del Mondiale; Bandini non subisce danneggiamenti e continua così in terza posizione davanti a Surtees.
Al 63° e terz'ultimo giro il colpo di scena: il motore si guasta sulla Lotus-Climax di Clark, che fino ad allora aveva dominato la gara, e lo scozzese perde diverse posizioni, riuscendo comunque a concludere al quinto posto. Gurney prende così il comando, davanti a Bandini e Surtees; in questa situazione il titolo andrebbe a Hill, al momento in 11ª posizione, a 2 giri dalla testa della corsa, ma Bandini cede la sua posizione a Surtees, permettendo al compagno di squadra di ottenere i punti necessari per vincere il suo unico, rocambolesco Mondiale.
Gurney porta così alla Brabham la sua seconda vittoria stagionale, davanti al neocampione del mondo Surtees e a Bandini; per la prima volta la regola degli scarti si rivela decisiva per l'assegnazione del titolo, in quanto Hill ha ottenuto un punto effettivo in più di Surtees, ma ha dovuto scartare un quinto posto e i due punti corrispondenti, retrocedendo così al secondo posto. Tale evenienza accadrà una sola volta ancora nella storia della Formula 1, durante il Campionato 1988.
La Ferrari riesce ad aggiudicarsi anche il titolo tra i Costruttori, ripetendo il successo del 1961.

### Risultati
| Pos | N° | Pilota          | Costruttore         | Giri | Tempo/Causa Ritiro   | Pos partenza | Punti |
| --- | -- | --------------- | ------------------- | ---- | -------------------- | ------------ | ----- |
| 1   | 6  | Dan Gurney      | Brabham BT7-Climax  | 65   | 2:09:50.32           | 2            | 9     |
| 2   | 7  | John Surtees    | Ferrari 158         | 65   | + 1:08.94            | 4            | 6     |
| 3   | 8  | Lorenzo Bandini | Ferrari 512         | 65   | + 1:09.63            | 3            | 4     |
| 4   | 2  | Mike Spence     | Lotus 25-Climax     | 65   | + 1:21.86            | 5            | 3     |
| 5   | 1  | Jim Clark       | Lotus 33-Climax     | 64   | Motore/Condotto olio | 1            | 2     |
| 6   | 18 | Pedro Rodríguez | Ferrari 156 Aero    | 64   | + 1 giro             | 9            | 1     |
| 7   | 9  | Bruce McLaren   | Cooper T73-Climax   | 64   | + 1 giro             | 10           |       |
| 8   | 4  | Richie Ginther  | BRM P261            | 64   | + 1 giro             | 11           |       |
| 9   | 10 | Phil Hill       | Cooper T73-Climax   | 63   | Motore               | 15           |       |
| 10  | 17 | Moisés Solana   | Lotus 33-Climax     | 63   | + 2 giri             | 14           |       |
| 11  | 3  | Graham Hill     | BRM P261            | 63   | + 2 giri             | 6            |       |
| 12  | 11 | Innes Ireland   | BRP Mk2-BRM         | 61   | + 4 giri             | 16           |       |
| 13  | 23 | Hap Sharp       | Brabham BT11-BRM    | 60   | + 5 giri             | 19           |       |
| Rit | 15 | Chris Amon      | Lotus 25-BRM        | 46   | Cambio               | 12           |       |
| Rit | 5  | Jack Brabham    | Brabham BT11-Climax | 44   | Impianto elettrico   | 7            |       |
| Rit | 14 | Mike Hailwood   | Lotus 25-BRM        | 12   | Surriscaldamento     | 17           |       |
| Rit | 22 | Jo Siffert      | Brabham BT11-BRM    | 11   | Pompa di benzina     | 13           |       |
| Rit | 16 | Jo Bonnier      | Brabham BT7-Climax  | 9    | Sospensione          | 8            |       |
| Rit | 12 | Trevor Taylor   | BRP Mk2-BRM         | 6    | Surriscaldamento     | 18           |       |

## Statistiche

### Piloti
- 1º e unico titolo Mondiale per John Surtees
- 3° vittoria per Dan Gurney
- Ultimo Gran Premio per Hap Sharp

### Costruttori
- 2º titolo Mondiale per la Ferrari
- 2ª vittoria per la Brabham
- 10° podio per la Brabham
- 20º giro più veloce per la Lotus

### Motori
- 34ª vittoria per il motore Climax

### Giri al comando
- Jim Clark (1-63)
- Dan Gurney (64-65)

## Classifiche Mondiali

### Piloti
| Pos | Pilota              | Punti   |
| --- | ------------------- | ------- |
| 1   | John Surtees        | 40      |
| 2   | Graham Hill         | 39 (41) |
| 3   | Jim Clark           | 32      |
| 4   | Richie Ginther      | 23      |
|     | Lorenzo Bandini     | 23      |
| 6   | Dan Gurney          | 19      |
| 7   | Bruce McLaren       | 13      |
| 8   | Jack Brabham        | 11      |
|     | Peter Arundell      | 11      |
| 10  | Jo Siffert          | 7       |
| 11  | Bob Anderson        | 5       |
| 12  | Tony Maggs          | 4       |
|     | Mike Spence         | 4       |
|     | Innes Ireland       | 4       |
| 15  | Jo Bonnier          | 3       |
| 16  | Maurice Trintignant | 2       |
|     | Walt Hansgen        | 2       |
|     | Chris Amon          | 2       |
| 19  | Mike Hailwood       | 1       |
|     | Trevor Taylor       | 1       |
|     | Pedro Rodríguez     | 1       |
|     | Phil Hill           | 1       |

### Costruttori
| Pos | Team           | Punti   |
| --- | -------------- | ------- |
| 1   | Ferrari        | 45 (49) |
| 2   | BRM            | 42 (51) |
| 3   | Lotus-Climax   | 37 (40) |
| 4   | Brabham-Climax | 30      |
| 5   | Cooper-Climax  | 16      |
| 6   | Brabham-BRM    | 7       |
| 7   | BRP-BRM        | 5       |
| 8   | Lotus-BRM      | 3       |